# PFK Botev Plovdiv
Maillots
Dernière mise à jour : 11 août 2025.
Le Professionalen Futbolen Klub Botev Plovdiv (en bulgare : Професионален Футболен Клуб Ботев Пловдив), plus couramment abrégé en Botev Plovdiv, est un club bulgare de football fondé en 1912 et basé dans la ville de Plovdiv.

## Historique
- 1912 : fondation du club sous le nom de SK Botev Plovdiv.
- 1951 : le club est renommé DNV Plovdiv.
- 1955 : le club est renommé SKNA Plovdiv.
- 1956 : le club est renommé ASK Botev Plovdiv.
- 1962 : première participation à une Coupe d'Europe (C2, saison 1962/63).
- 1967 : fusion avec le DFS Spartak et l'Akademik en AFD Trakia Plovdiv.
- 1989 : le club est renommé FK Botev Plovdiv. Il sera ensuite renommé PFC Botev Plovdiv.

## Bilan sportif

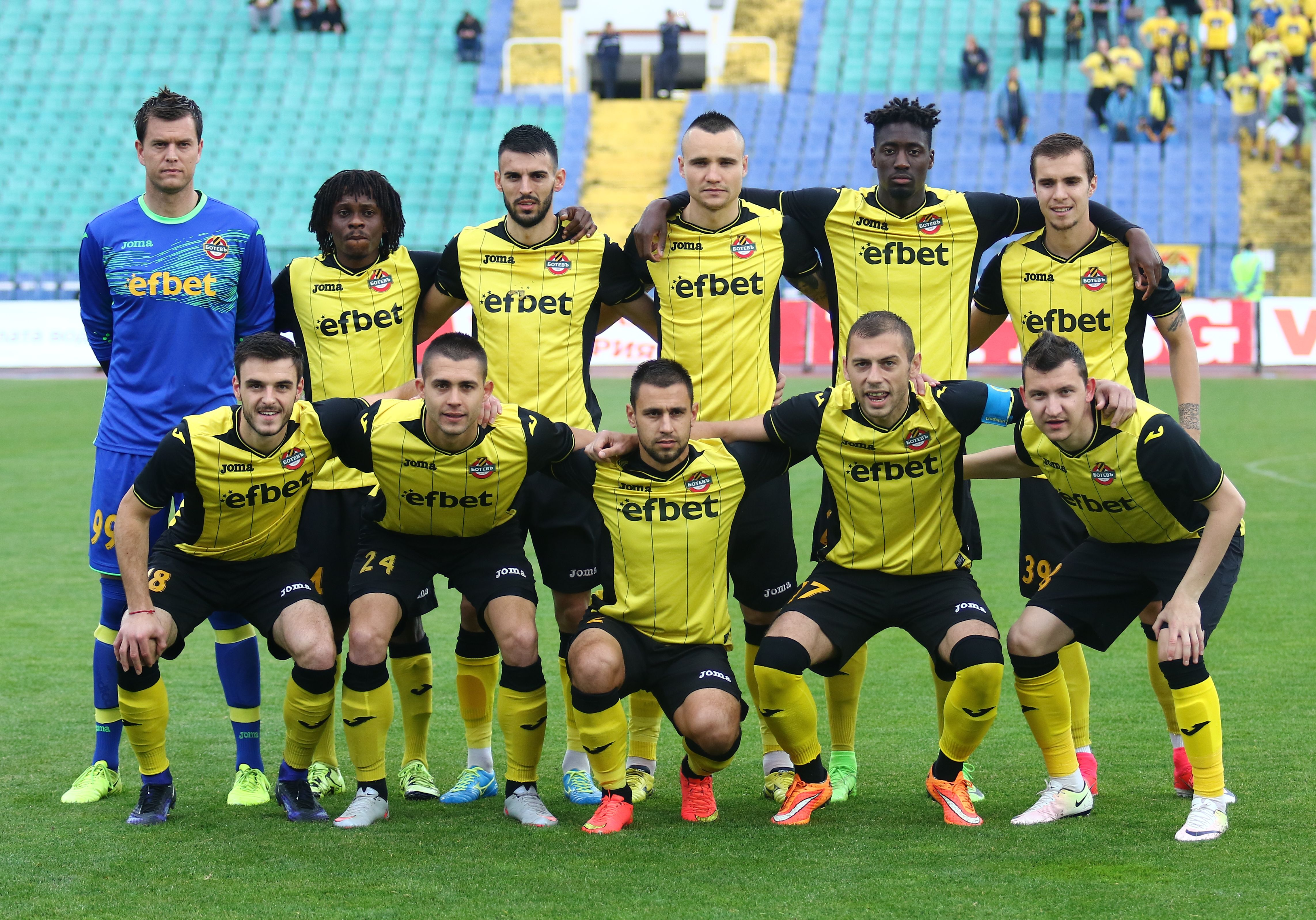
Équipe du Botev Plovdiv avant la finale de la Coupe de Bulgarie 2016-2017 le 24 mai 2017

### Palmarès
| Compétitions nationales |
| \| - Championnat de Bulgarie (2) : - Champion : 1929 et 1966-67. - Coupe de Bulgarie (4) : - Vainqueur : 1961-62, 1980-81, 2016-17 et 2023-24. - Finaliste : 1947, 1956, 1962-63, 1963-64, 1983-84, 1990-91, 1992-93, 1994-95, 2013-14, 2018-19. - Supercoupe de Bulgarie : - Finaliste : 2014 et 2024. \| |
| - Championnat de Bulgarie (2) : - Champion : 1929 et 1966-67. - Coupe de Bulgarie (4) : - Vainqueur : 1961-62, 1980-81, 2016-17 et 2023-24. - Finaliste : 1947, 1956, 1962-63, 1963-64, 1983-84, 1990-91, 1992-93, 1994-95, 2013-14, 2018-19. - Supercoupe de Bulgarie : - Finaliste : 2014 et 2024.       |

### Bilan européen
Légende
- Victoire ou qualification pour le tour suivant
- Match nul
- Défaite ou élimination de la compétition

Note : dans les résultats ci-dessous, le score du club est toujours donné en premier
| Saison    | Compétition                | Tour                | Club                     | Domicile | Extérieur | Total  |
| --------- | -------------------------- | ------------------- | ------------------------ | -------- | --------- | ------ |
| 1962-1963 | Coupe des coupes           | Tour préliminaire   | Steaua Bucarest          | 5 - 1    | 2 - 3     | 7 - 4  |
| 1962-1963 | Coupe des coupes           | Huitièmes de finale | Shamrock Rovers          | 4 - 0    | 1 - 0     | 5 - 0  |
| 1962-1963 | Coupe des coupes           | Quart de finale     | Atlético Madrid          | 1 - 1    | 0 - 4     | 1 - 5  |
| 1967-1968 | Coupe des clubs champions  | Seizièmes de finale | Rapid Bucarest           | 2 - 0    | 0 - 3 ap  | 2 - 3  |
| 1968-1969 | Coupe des villes de foires | 32es de finale      | Real Saragosse           | 3 - 1    | 0 - 2     | 3 - 3E |
| 1970-1971 | Coupe des villes de foires | 32es de finale      | Coventry City            | 1 - 4    | 1 - 2     | 2 - 6  |
| 1978-1979 | Coupe UEFA                 | 32es de finale      | Hertha BSC               | 1 - 2    | 0 - 0     | 1 - 2  |
| 1981-1982 | Coupe des coupes           | Seizièmes de finale | FC Barcelone             | 1 - 0    | 1 - 4     | 2 - 4  |
| 1984-1985 | Coupe des coupes           | Seizièmes de finale | Union Luxembourg         | 4 - 0    | 1 - 1     | 5 - 1  |
| 1984-1985 | Coupe des coupes           | Huitièmes de finale | Bayern Munich            | 2 - 0    | 1 - 4     | 3 - 4  |
| 1985-1986 | Coupe des clubs champions  | Seizièmes de finale | IFK Göteborg             | 1 - 2    | 2 - 3     | 3 - 5  |
| 1986-1987 | Coupe UEFA                 | 32es de finale      | Hibernians FC            | 8 - 0    | 2 - 0     | 10 - 0 |
| 1986-1987 | Coupe UEFA                 | Seizièmes de finale | Hajduk Split             | 2 - 2    | 1 - 3     | 3 - 5  |
| 1987-1988 | Coupe UEFA                 | 32es de finale      | Étoile rouge de Belgrade | 2 - 2    | 0 - 3     | 2 - 5  |
| 1988-1989 | Coupe UEFA                 | 32es de finale      | Dinamo Minsk             | 1 - 2    | 0 - 0     | 1 - 2  |
| 1992-1993 | Coupe UEFA                 | 32es de finale      | Fenerbahçe SK            | 2 - 2    | 1 - 3     | 3 - 5  |
| 1993-1994 | Coupe UEFA                 | 32es de finale      | Olympiakos               | 2 - 3    | 1 - 5     | 3 - 8  |
| 1995-1996 | Coupe UEFA                 | Tour préliminaire   | Dinamo Tbilissi          | 1 - 0    | 1 - 0     | 2 - 0  |
| 1995-1996 | Coupe UEFA                 | 32es de finale      | Séville FC               | 1 - 1    | 0 - 2     | 1 - 3  |
| 2013-2014 | Ligue Europa               | Premier tour Q      | FK Astana                | 5 - 0    | 1 - 0     | 6 - 0  |
| 2013-2014 | Ligue Europa               | Deuxième tour Q     | Zrinjski Mostar          | 2 - 0    | 1 - 1     | 3 - 1  |
| 2013-2014 | Ligue Europa               | Troisième tour Q    | VfB Stuttgart            | 1 - 1    | 0 - 0     | 1 - 1  |
| 2014-2015 | Ligue Europa               | Premier tour Q      | AC Libertas              | 4 - 0    | 2 - 0     | 6 - 0  |
| 2014-2015 | Ligue Europa               | Deuxième tour Q     | SKN Sankt Pölten         | 2 - 1    | 0 - 2     | 2 - 3  |
| 2017-2018 | Ligue Europa               | Premier tour Q      | Partizani Tirana         | 1 - 0    | 3 - 1     | 4 - 1  |
| 2017-2018 | Ligue Europa               | Deuxième tour Q     | Beitar Jérusalem         | 4 - 0    | 1 - 1     | 5 - 1  |
| 2017-2018 | Ligue Europa               | Troisième tour Q    | CS Marítimo              | 0 - 0    | 0 - 2     | 0 - 2  |
| 2022-2023 | Ligue Europa Conférence    | Deuxième tour Q     | APOEL Nicosie            | 0 - 0    | 0 - 2     | 0 - 2  |
| 2024-2025 | Ligue Europa               | Premier tour Q      | NK Maribor               | 2 - 1    | 2 - 2     | 4 - 3  |
| 2024-2025 | Ligue Europa               | Deuxième tour Q     | Panathinaïkós            | 0 - 4    | 1 - 2     | 1 - 6  |
| 2024-2025 | Ligue Conférence           | Troisième tour Q    | Zrinjski Mostar          | 2 - 1    | 0 - 2     | 2 - 3  |

## Logos

AFD Trakia Plovdiv
1989-2010
2010-

## Joueurs et personnalités du club

### Présidents
Le tableau suivant présente la liste des présidents du club depuis 1912.
| Rang | Nom              | Période   |
| ---- | ---------------- | --------- |
| 1    | Stoyan Puhtev    | 1912-1922 |
| 2    | Ivan Nikiforov   | 1922-1923 |
| 3    | Georgui Hitrilov | 1923-1926 |
| 4    | Hristo Kanchev   | 1926-1944 |
| 5    | Stoyo Seizov     | 1944-1947 |
| 6    | Dimitar Ganchev  | 1947-1953 |
| 7    | Dimitar Vangelov | 1953-1960 |
| 8    | Yovcho Yovchev   | 1960-1964 |

| Rang | Nom              | Période               |
| ---- | ---------------- | --------------------- |
| 9    | Stanko Stankov   | 1964-1972             |
| 10   | Kiril Asparuhov  | 1972-sept. 1990       |
| 11   | Viden Apostolov  | sept. 1990-oct. 1990  |
| 12   | Petar Baldzhiev  | oct. 1990-janv. 1993  |
| 13   | Hristo Danov     | janv. 1993-janv. 1995 |
| 14   | Mihail Markachev | janv. 1995-oct. 1996  |
| 15   | Georgi Chakarov  | oct. 1996-sept. 1997  |
| 16   | Petko Muravenov  | sept. 1997-nov. 1997  |

| Rang | Nom               | Période             |
| ---- | ----------------- | ------------------- |
| 17   | Vassil Koritarev  | nov. 1997-déc. 1997 |
| 18   | Vasko Ninov       | déc. 1997-mars 1999 |
| 19   | Dimitar Hristolov | mars 1999-avr. 2010 |
| 20   | Marin Bakalov     | avr. 2010-oct. 2011 |
| 21   | Yuli Popov        | oct. 2011-mars 2014 |
| 22   | Ivan Dzhidzhev    | mars 2014-          |

### Entraîneurs
Le tableau suivant présente la liste des entraîneurs du club depuis 1917.
| Rang | Nom                | Période              |
| ---- | ------------------ | -------------------- |
| 1    | Nikola Shterev     | 1917-1934            |
| 2    | Ivan Gutev         | 1934-1941            |
| 3    | Nikola Shterev     | 1941-1946            |
| 4    | Vasil Kutsarov     | 1946-1951            |
| 5    | Bozhidar Kapustin  | 1951-1953            |
| 6    | Borislav Gabrovski | 1953                 |
| 7    | Georgi Genov       | 1953-1966            |
| 8    | Vasil Spasov       | 1966-1967            |
| 9    | Georgi Chakarov    | 1967-1969            |
| 10   | Vasil Spasov       | 1969-1970            |
| 11   | Georgi Chakarov    | 1970-1973            |
| 12   | Gavril Stoyanov    | 1973-1975            |
| 13   | Todor Todorov      | 1975                 |
| 14   | Sergi Yotsov       | 1975                 |
| 15   | Dobrin Nenov       | 1975-1977            |
| 16   | Ivan Manolov       | 1977-1979            |
| 17   | Dinko Dermendzhiev | 1979-1984            |
| 18   | Ivan Gluhchev      | juil. 1984-juin 1985 |
| 19   | Dinko Dermendzhiev | 1989-1991            |
| 20   | Petar Zehtinski    | sept. 1991-juin 1992 |

| Rang | Nom                          | Période               |
| ---- | ---------------------------- | --------------------- |
| 21   | Dinko Dermendzhiev           | juin 1992-oct. 1992   |
| 22   | Petar Zehtinski              | oct. 1992-juin 1993   |
| 23   | Dinko Dermendzhiev           | juin 1993-sept. 1993  |
| 24   | Pavel Panov                  | oct. 1993-juin 1995   |
| 25   | Kostadin Kostadinov          | déc. 1995-nov. 1996   |
| 26   | Georgi Popov                 | nov. 1996-sept. 1997  |
| 27   | Dinko Dermendzhiev (intérim) | sept. 1997-déc. 1997  |
| 28   | Marin Bakalov                | déc. 1997-juin 1998   |
| 29   | Petar Zehtinski              | juin 1998-août 1999   |
| 30   | Marin Bakalov                | août 1999-avr. 2000   |
| 31   | Dinko Dermendzhiev (intérim) | avr. 2000-mai 2000    |
| 32   | Marin Bakalov                | juin 2000-nov. 2000   |
| 33   | Dimitar Mladenov             | nov. 2000-mars 2001   |
| 34   | Dinko Dermendzhiev (intérim) | mars 2001-mai 2001    |
| 35   | Georgi Lazarov (intérim)     | mai 2001-juin 2001    |
| 36   | Petar Kurdov                 | juin 2001-sept. 2001  |
| 37   | Krasimir Manolov             | sept. 2001-janv. 2002 |
| 38   | Tencho Tenev                 | janv. 2002-juil. 2002 |
| 39   | Kostadin Kostadinov          | juil. 2002-oct. 2003  |
| 40   | Mitko Dzhorov                | oct. 2003             |

| Rang | Nom                        | Période              |
| ---- | -------------------------- | -------------------- |
| 41   | Trifon Pachev              | oct. 2003-août 2004  |
| 42   | Yasen Petrov               | août 2004-nov. 2005  |
| 43   | Atanas Marinov             | janv. 2006-mai 2006  |
| 44   | Svetoslav Garkov           | juin 2006-oct. 2007  |
| 45   | Tencho Tenev               | oct. 2007-mai 2008   |
| 46   | Kostadin Angelov           | juin 2008-juin 2009  |
| 47   | Petar Penchev (intérim)    | juin 2009-sept. 2009 |
| 48   | Enrico Piccioni            | sept. 2009-déc. 2009 |
| 49   | ?                          | déc. 2009-juin 2010  |
| 50   | Marin Bakalov              | juin 2010-févr. 2011 |
| 51   | Kostadin Vidolov           | févr. 2011-mai 2011  |
| 52   | Petar Houbtchev            | mai 2011-oct. 2011   |
| 53   | Milen Radukanov            | oct. 2011-mars 2012  |
| 54   | Kostadin Vidolov (intérim) | mars 2012-juin 2012  |
| 55   | Ferario Spasov             | juin 2012-déc. 2012  |
| 56   | Stanimir Stoilov           | janv. 2013-juin 2014 |
| 57   | Liouboslav Penev           | juin 2014-juil. 2014 |
| 58   | Velislav Vutsov            | juil. 2014-déc. 2014 |
| 59   | Petar Penchev              | déc. 2014-           |

### Joueurs emblématiques
Joueur de l'année
| Année | Gagnant                |
| ----- | ---------------------- |
| 2011  | Atanas Kurdov          |
| 2012  | Aleksandar Aleksandrov |
| 2013  | Ivan Cvetkov           |
| 2014  | Adam Stachowiak        |
| 2015  | Lachezar Baltanov      |

| Année | Gagnant           |
| ----- | ----------------- |
| 2016  | Lachezar Baltanov |
| 2017  | Todor Nedelev     |

Autres joueurs emblématiques
- Vidin Apostolov
- Gueorgi Asparoukhov
- Dinko Dermendzhiev
- Valeri Domovchiyski
- Georgi Donkov
- Spas Dzhevizov
- Hristo Iliev
- Bojidar Iskrenov
- Georgi Hristov
- Martin Kamburov
- Asen Karaslavov
- Kostadin Kostadinov
- Aleksandar Kostov
- Nikola Kovachev
- Borislav Mikhailov
- Todor Nedelev
- Mariyan Ognyanov
- Dimitar Popov
- Georgi Popov
- Nasko Sirakov
- Georgi Slavkov
- Ivan Vutsov
- Srdjan Luchin
- Elvedin Džinič
- Tomáš Jirsák
- Ernestas Šetkus
- Geoffrey Castillion
- Gustave Bahoken
- Arthur Henrique
- Luis Alfredo López
- Férébory Doré